# United International Pictures
United International Pictures (UIP) è una joint venture di proprietà della Paramount Pictures e Universal Pictures che distribuisce parte delle loro pellicole al di fuori degli Stati Uniti e del Canada.

## Storia
Fu fondata nel 1981 da Arthur Abeles e Lew Wasserman, da allora ha distribuito oltre 1000 film, di cui più di 100 Premi Oscar.
Da diversi anni non è più attiva in Italia infatti la Paramount è attualmente distribuita dalla Eagle Pictures mentre la Universal cura direttamente la distribuzione dei propri film sul territorio italiano.